# Polskie Kluby Piłkarskie (seria monet)
Seria Polskie Kluby Piłkarskie obejmuje srebrne monety kolekcjonerskie oraz obiegowe okolicznościowe o nominale 2 złote ze stopu Nordic Gold. Narodowy Bank Polski zainaugurował tę serię w 2011 roku. Jej celem jest przedstawienie utytułowanych klubów piłkarskich. Pierwsza moneta serii przedstawia Polonię Warszawa.

## Lista monet seriiPolskie Kluby Piłkarskie
Awers monet srebrnych próby 925 o nominale 5 złotych jest stały. Jest to stylizowana piłka nożna. W centralnym, pięciokątnym panelu znajduje się orzeł w koronie, otoczony od góry napisem Rzeczpospolita Polska. Pod orłem zobaczyć można rok wprowadzenia do obiegu, a niżej – nominał. Rewers przedstawia sylwetkę jednego z klubów piłkarskich.
Awers monet ze stopu CuAl5Zn5Sn1 (Nordic Gold) przedstawia orła, rok wprowadzenia do obiegu, nominał (2 złote) oraz napis Rzeczpospolita Polska. Na rewersie zaś przedstawiono profil polskiego klubu piłkarskiego.
| Moneta           | Nominał   | Stop        | Średnica | Masa   | Data emisji       | Nakład  | Wizerunek monety |
| ---------------- | --------- | ----------- | -------- | ------ | ----------------- | ------- | ---------------- |
| Polonia Warszawa | 5 złotych | Ag 925      | 24,00 mm | 7,07 g | 18 listopada 2011 | 50 000  | Awers Rewers     |
| Polonia Warszawa | 2 złote   | CuAl5Zn5Sn1 | 27,00 mm | 8,15 g | 18 listopada 2011 | 800 000 | Rewers           |
| Warta Poznań     | 5 złotych | Ag 925      | 24,00 mm | 7,07 g | 3 lipca 2013      | 40 000  | Awers Rewers     |
| Warta Poznań     | 2 złote   | CuAl5Zn5Sn1 | 27,00 mm | 8,15 g | 3 lipca 2013      | 800 000 | rewers           |
| Legia Warszawa   | 5 złotych | Ag 925      | 24,00 mm | 7,07 g | 4 kwietnia 2016   | 20 000  | Awers Rewers     |